# 拉祖爾涅 (梅利托波爾區)
46°46′10″N 34°59′48″E / 46.76944°N 34.99667°E
拉祖爾涅（烏克蘭語：Лазурне）是位於烏克蘭東南部的村莊，由扎波羅熱州梅利托波爾區的塞梅尼夫卡市鎮負責管轄。該村始建於1986年，面積0.55平方公里，海拔高度33米，2001年人口492，人口密度每平方公里901.1人。